# Haut-Intyamon
Haut-Intyamon is een gemeente en plaats in het Zwitserse kanton Fribourg, en maakt deel uit van het district Gruyère.
Haut-Intyamon telt 1.542 inwoners.